# Transcaspia repetekella
Transcaspia repetekella är en fjärilsart som beskrevs av Hans Georg Amsel 1955. Transcaspia repetekella ingår i släktet Transcaspia och familjen mott. Inga underarter finns listade i Catalogue of Life.